# SOS Médecins

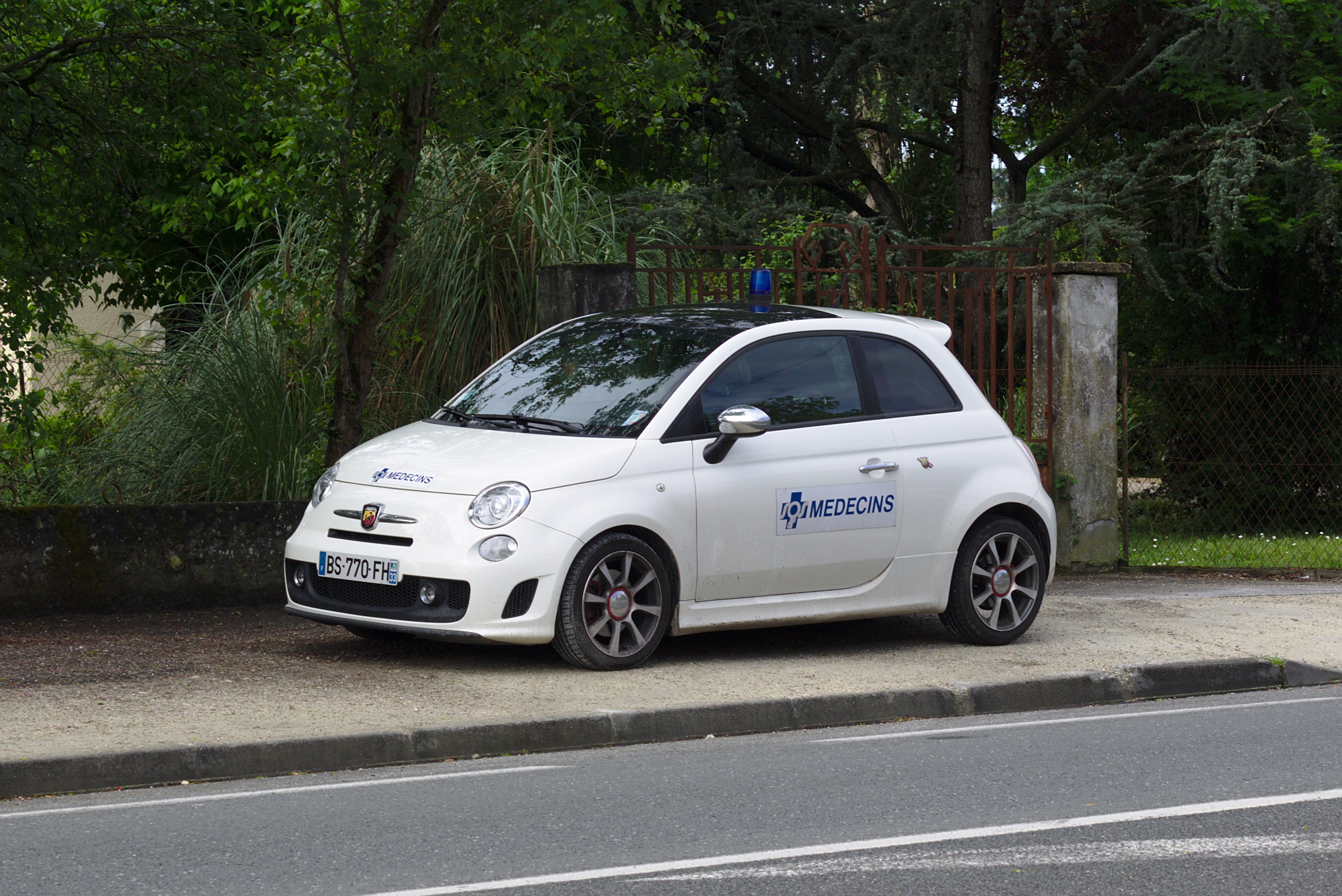
SOS Médecins の車。

SOS Médecins (えすおーえすめとさん) はフランスの公的緊急医療サービスである。年中無休1日24時間稼働し、公共の緊急サービス (救急車、消防、病院) と多くの都市の中心およびその周辺地域のコミュニティーと密に連携している。
その運用構想はベルギーなどの他国で模倣されてきた。